# (12557) Caracol
(12557) Caracol est un astéroïde de la ceinture principale.

## Description
(12557) Caracol est un astéroïde de la ceinture principale. Il fut découvert le 27 août 1998 à la station Anderson Mesa par le programme LONEOS. Il présente une orbite caractérisée par un demi-grand axe de 3,16 UA, une excentricité de 0,00 et une inclinaison de 4,8° par rapport à l'écliptique.

## Compléments